# Christoph Schissler

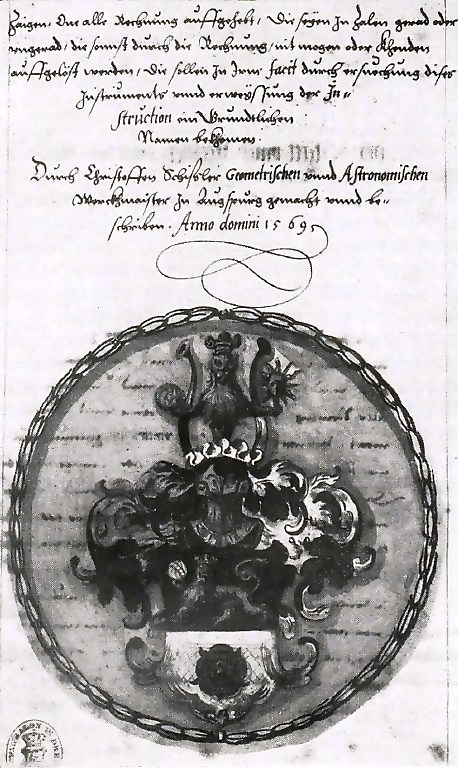
Textseite aus Christoph Schisslers Geometria mit seiner Unterschrift und seinem Wappen (1569)

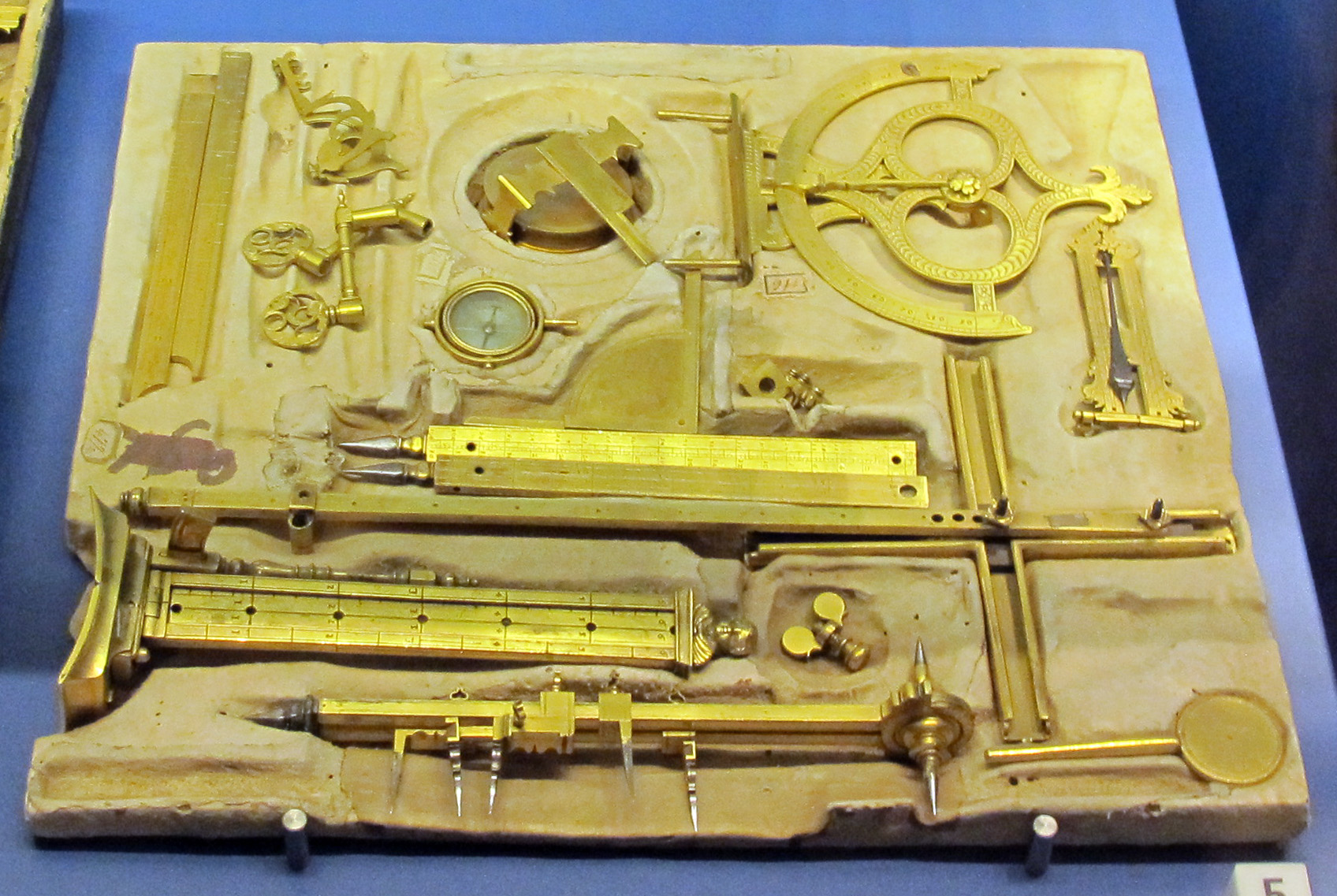
Oberer Einlageboden des Kastens mit mathematischen Instrumenten (Museo Galileo, etwa um 1590)

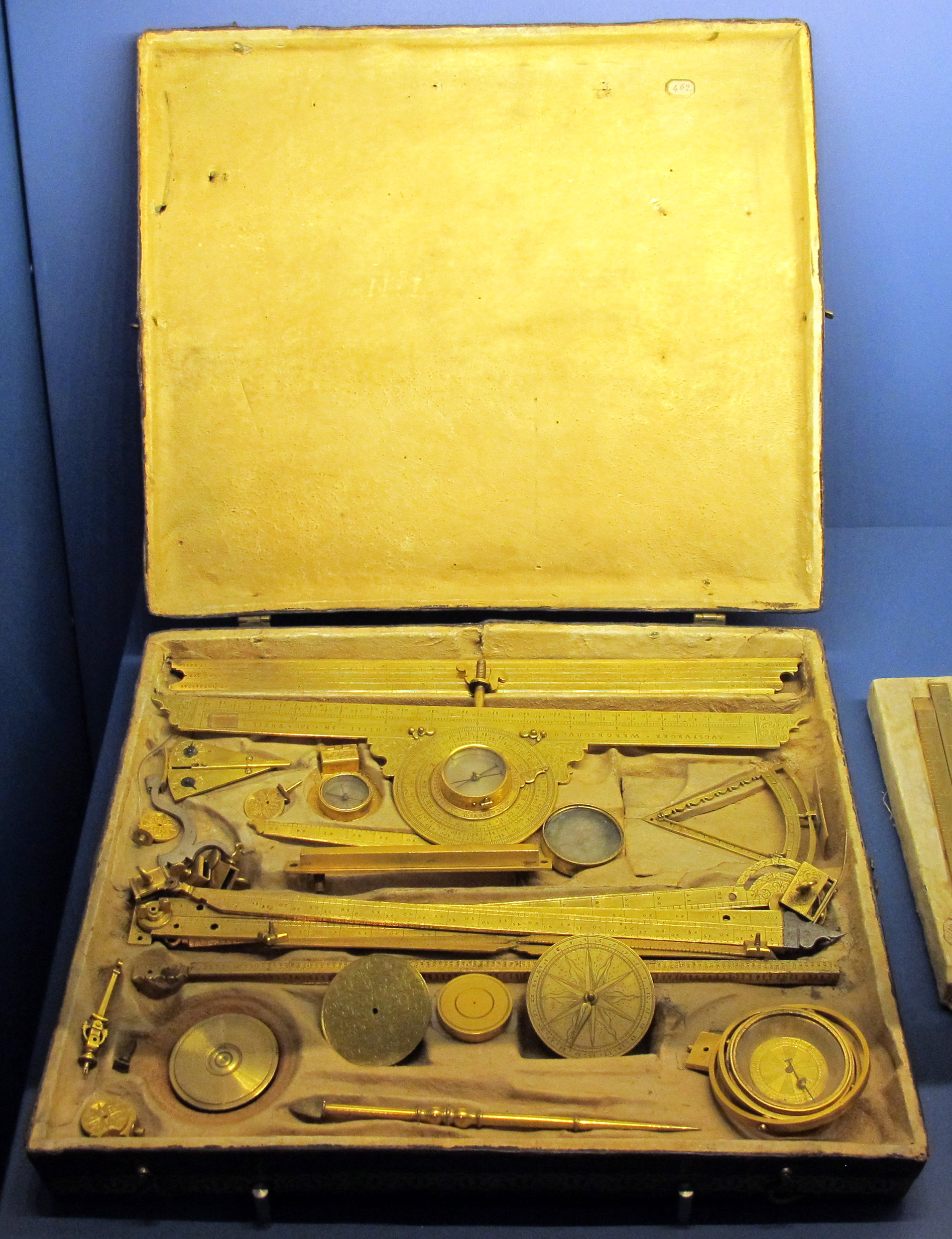
Unterer Einlageboden des Kastens mit mathematischen Instrumenten (Museo Galileo, etwa um 1590)

Christoph Schissler, auch Christoff Schissler, Christoffer Schissler und Christoph Schißler (* um 1531 vermutlich in Augsburg; † 14. September 1608 in Augsburg), war ein deutscher Instrumentenbauer.

## Leben

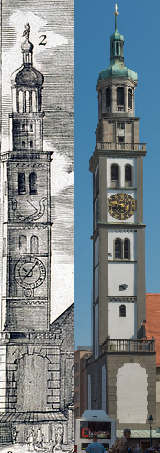
Der Perlachturm 1818 und 2014, gut erkennbar eine Sonnenuhr von Christoph Schissler

Über die Kindheit und Jugend Schisslers ist wenig bekannt, er lebte die meiste Zeit in Augsburg, wo er nautische Instrumente wie Astrolabien, Quadranten und Armillarsphären fertigte.
Er war gelernter Gürtler, empfing die Meisterwürde bereits 1553 mit 22 Jahren. Er bezeichnete sich selbst als Geometrischer und Astronomischer Werkhmeister zu Augspurg.
Der Augsburger Magistrat beauftragte 1561 Christoph Schissler mit der Konstruktion und dem Einbau von vier Sonnenuhren am Perlachturm, die bis zur Restaurierung des Turms im 20. Jahrhundert circa 350 Jahre dort erhalten blieben, danach durch große Uhren mit Zeigern ersetzt wurden. Schissler erhielt dafür 400 Gulden, seine Frau als Hilfskraft weitere 6 Gulden.
Er erfand auch eine tragbare Sonnenuhr, die man so einstellen konnte, dass sie auch in den verschiedenen Breitengraden zwischen England und Italien korrekt die Zeit anzeigte. Schissler war zu seinen Lebzeiten ein europaweit bekannter und berühmter Instrumentenbauer, dessen Werke in den zu der Zeit aufkommenden Wunderkammern der Adelshäuser einen herausragenden Platz einnahmen.
1571 reiste Schissler an den Hof Kurfürst August von Sachsens nach Dresden und 1583 an den Hof Kaiser Rudolfs II. nach Prag.
In späteren Jahren beschäftigte er sich mit der Kartierung und Vermessung Augsburgs, erhielt für die Vorlage einer Karte der Stadt Augsburg und des Umlands vom Magistrat 1602 500 Gulden. Er hatte seine eigene Gelehrtenstube, in der sein Sohn Hans Christoph seine Arbeit fortsetzte. Diese Gelehrtenstube ist im Maximilianmuseum in Augsburg nachgebaut.

## Schisslers Werkstatt
In einem Brief an August von Sachsen aus dem Jahr 1572 zählt er auf, was seine Werkstatt liefern konnte:
Ich biete Globen des Himmels und der Erde, Sphären, Astrolabien, Planisphären, seltsam wunderbare Horologien, die sich inklinieren und deklinieren, auch befremdliche Kompasse, die magnetisch den Weg und die Stunde weisen, sowie mancherlei Uhren, die innen und außen, bei Sonnen- oder Mondschein, die richtige Zeit und Stunde bei Tag und Nacht anzeigen. Auch ein besonders kunstfertiges Trinkgeschirr, auf dem der Text des 20. Kapitels aus dem 4. Buch der Königreiche (2 Kön 20 ) über das Horologium des Achaz graviert ist: da der Schatten zurückgelaufen etc. Ebenso könnte ich ein Instrument erstellen, mit dem Text des 10. Kapitels Josua (Jos 10,13 ): Da die Sonne stillgestanden. Ebenso wäre ein Instrument zu fertigen, durch welches die vier Himmelsrichtungen an allen bekannten und unbekannten Orten und zu Sonnen-, Mond- oder Sternenschein, ja auch ohne alles Licht zu stockfinsterer Nacht gezeigt werden. Dieses Instrument wäre Euer Gnaden sicher hilfreich, um einen vorgefassten Ort in Wald und Forst zu finden.
1569 übergab Christoph Schissler ein Vermessungswerkzeug an August von Sachsen, das Quadratum Geometricum, das heutzutage von mehreren Forschern als das wertvollste aller wissenschaftlichen Werkzeuge des 16. Jahrhunderts angesehen wird.

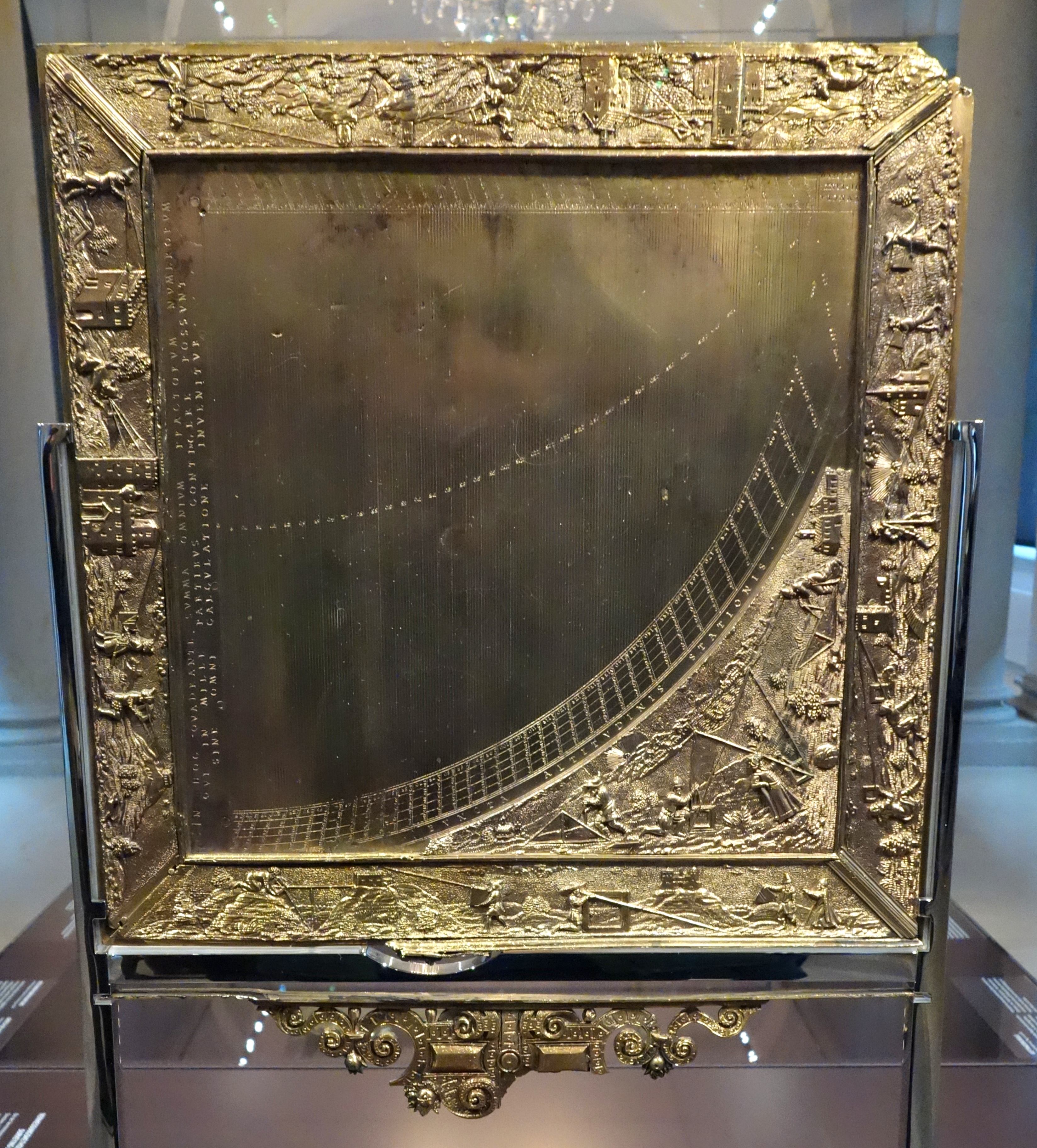
Quadratum Geometricum (erhaltener Teil)
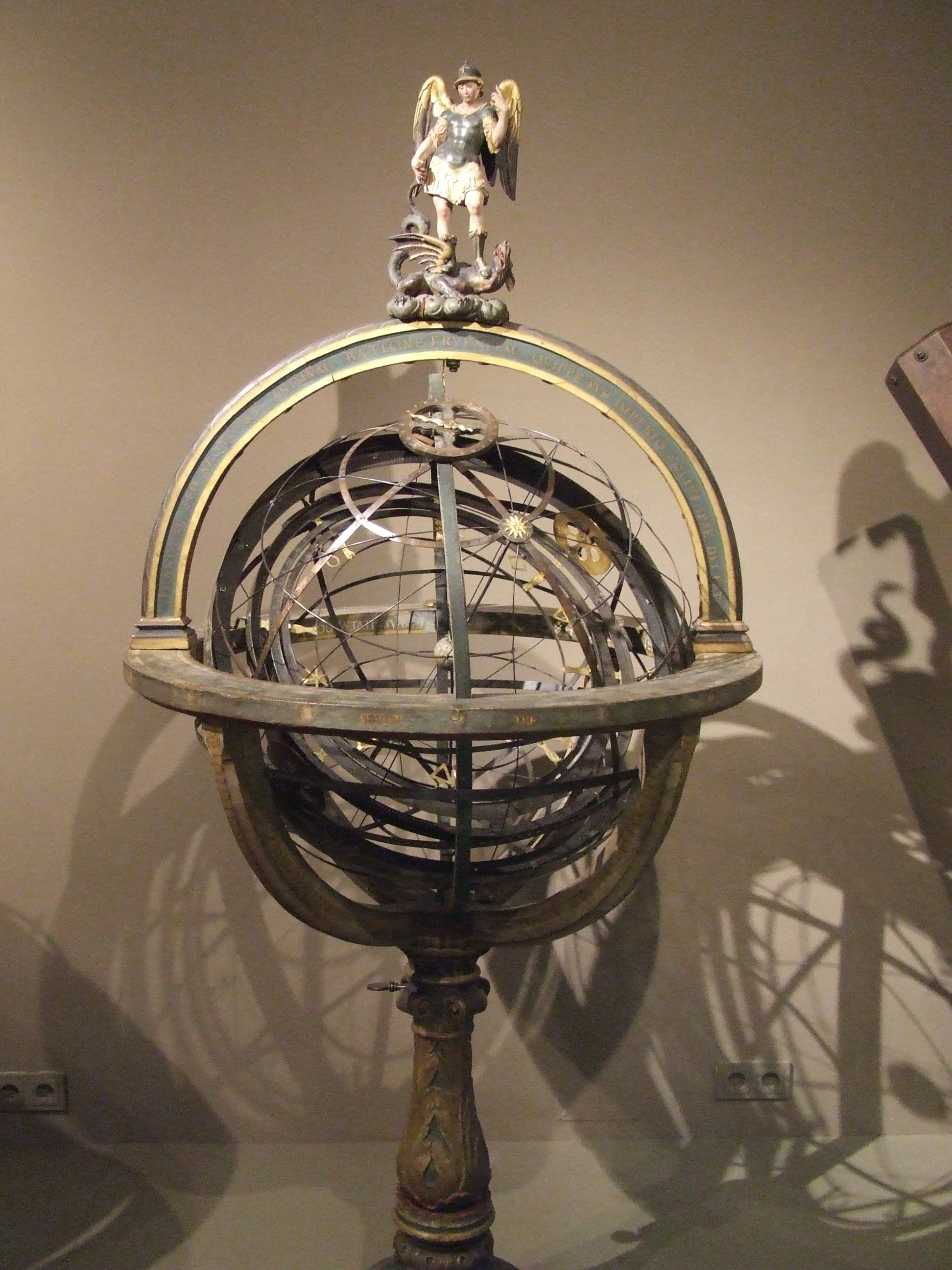
Armillarsphäre
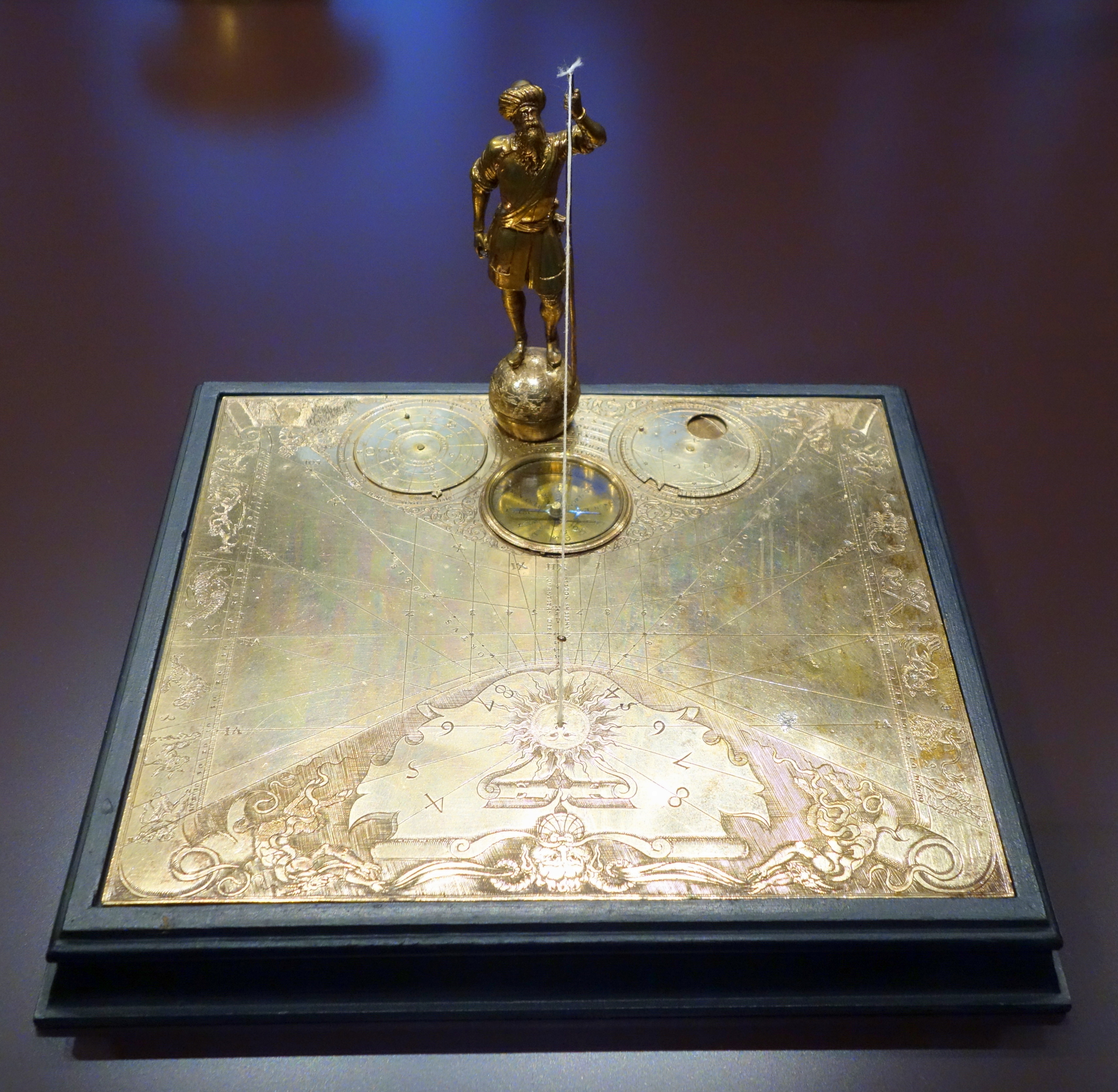
Sonnenuhr
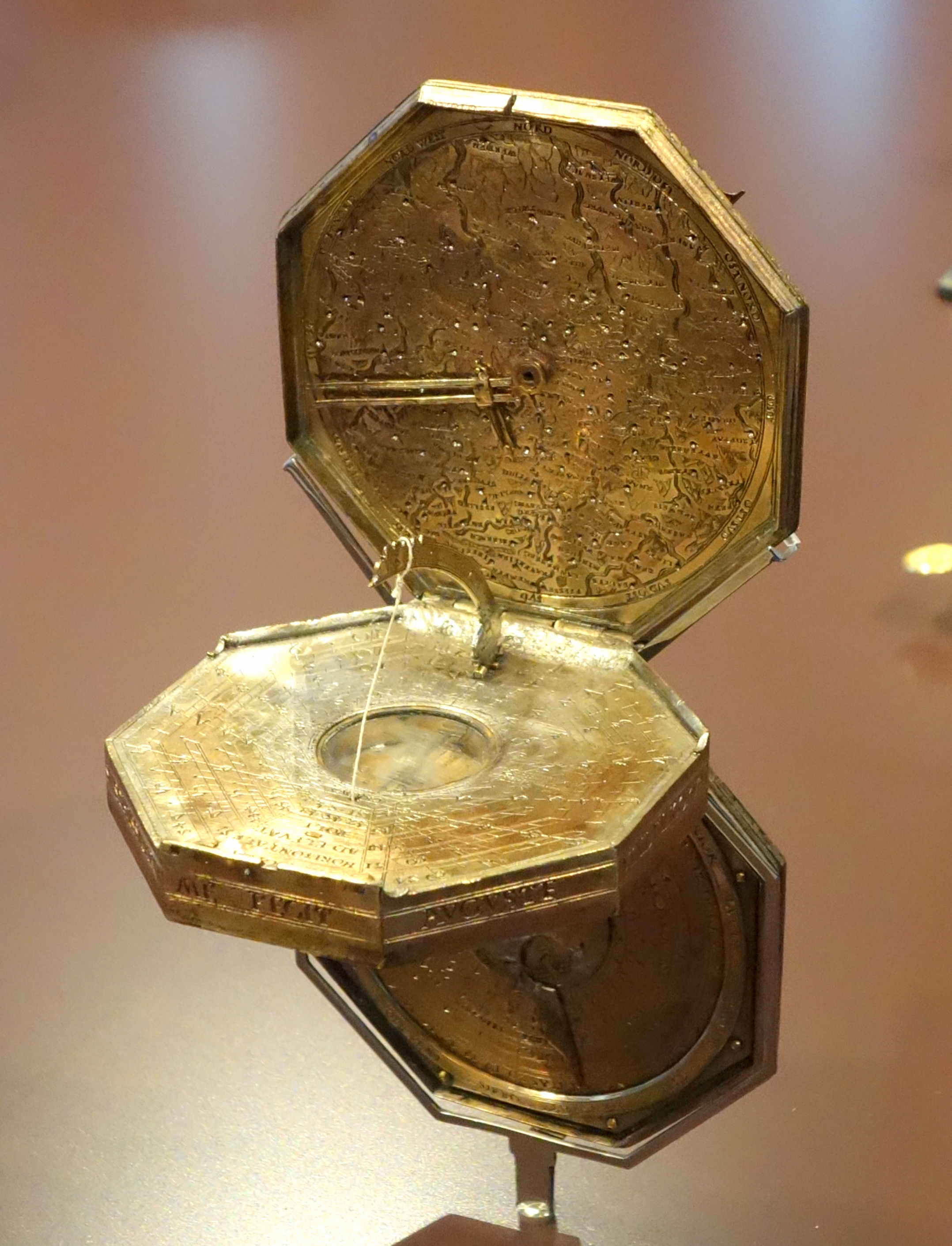
Universalkompass
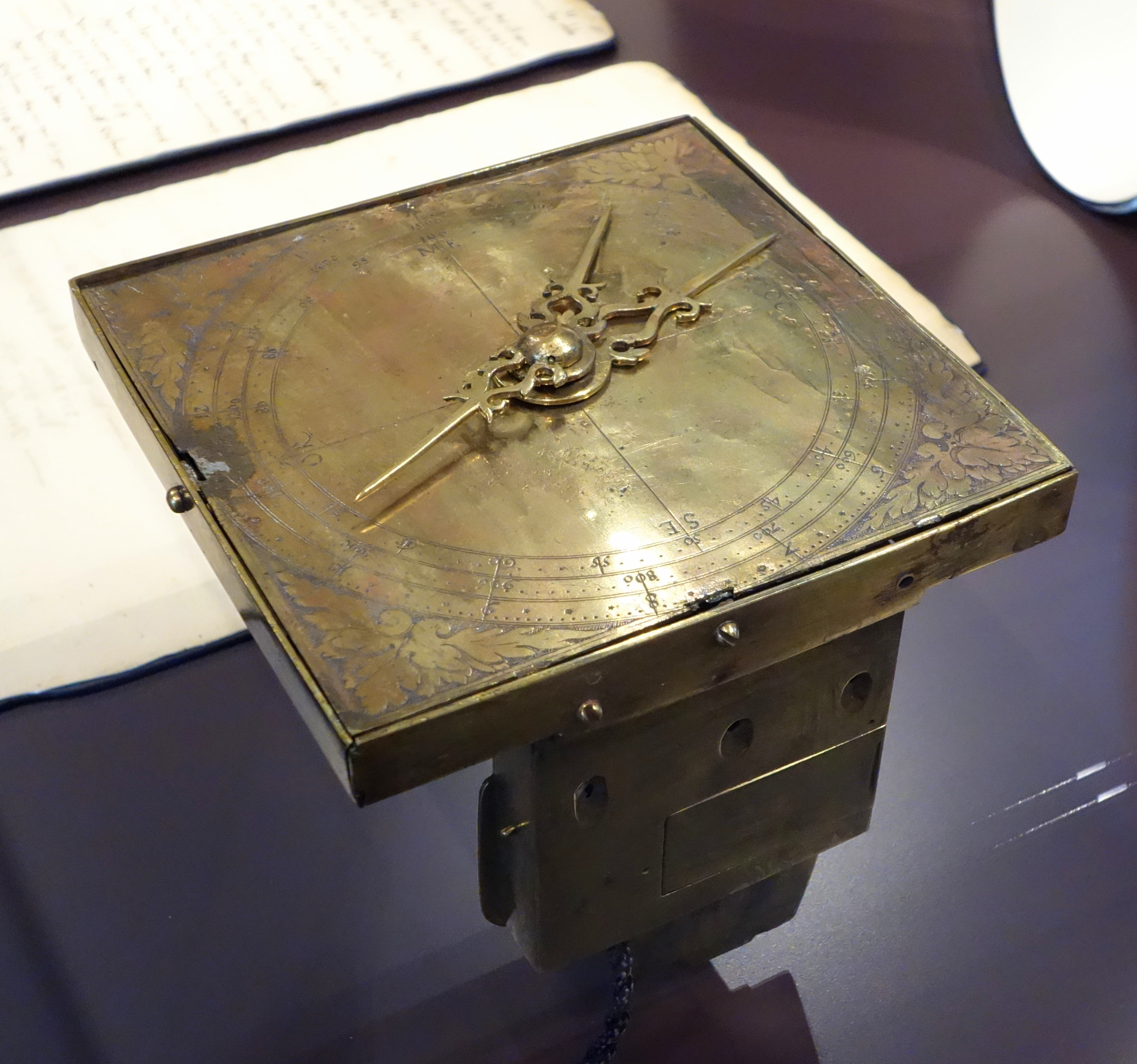
Odometer
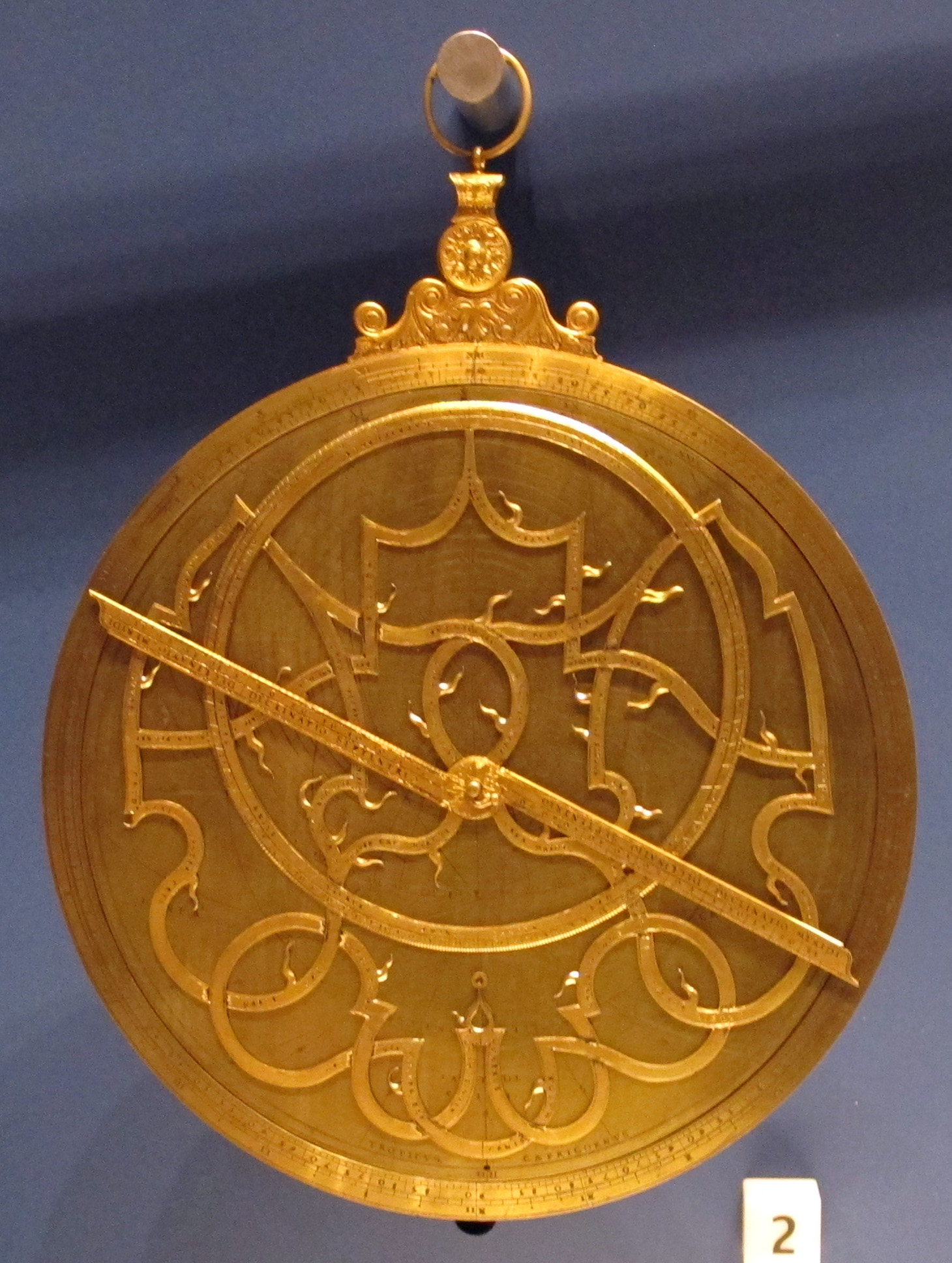
Astrolabium

## Vermächtnis
Über 100 seiner Instrumente sind weltweit erhalten und können in Museen betrachtet werden. Seine Arbeiten waren für den gesamten europäischen Markt gedacht, was man an den Beschriftungen und Einstellungen für unterschiedliche Sprachen und Breitengrade erkennen kann.
2015 versteigerte das Londoner Auktionshaus Bonhams ein kombiniertes Messingastrolabium mit Sonnenuhr aus dem Jahre 1566 für 146.500 £ (umgerechnet etwa 200.000 €).